# Präsidentschaftswahl in Guinea 2020
Die Präsidentschaftswahl in Guinea 2020 fand am 18. Oktober statt. Alpha Condé wurde mit 59,5 % der Stimmen in seinem Amt bestätigt. 

## Ergebnis
| Kandidaten                                                  | Parteien                                              | Stimmen   | %    |
| ----------------------------------------------------------- | ----------------------------------------------------- | --------- | ---- |
| Alpha Condé                                                 | Rassemblement du peuple de Guinée                     | 2.438.815 | 59,5 |
| Cellou Dalein Diallo                                        | Union des forces démocratiques de Guinée              | 1.372.920 | 33,5 |
| Ibrahima Abé Sylla                                          | Nouvelle génération pour la République                | 63.676    | 1,6  |
| Ousmane Kaba                                                | Parti des démocrates pour l’espoir                    | 48.623    | 1,2  |
| Ousmane Doré                                                | Mouvement national pour le développement              | 46.235    | 1,1  |
| Makalé Traoré                                               | Parti de l’action citoyenne par le travail            | 29.958    | 0,7  |
| Makalé Camara                                               | Front pour l’alliance nationale                       | 29.589    | 0,7  |
| Abdoul Kabèlè Camara                                        | Rassemblement guinéen pour le développement           | 22.507    | 0,5  |
| Abdoulaye Kourouma                                          | Rassemblement pour la renaissance et le développement | 19.073    | 0,5  |
| Moro Mandjouf Sidibé                                        | Alliance des forces du changement                     | 10.362    | 0,3  |
| Laye Souleymane Diallo                                      | Parti liberté et du progrès                           | 9.619     | 0,2  |
| Bouya Konaté                                                | Union pour la défense des intérêts républicains       | 7.544     | 0,2  |
| Gesamt                                                      | Gesamt                                                | 4.098.921 | 100  |
|                                                             |                                                       |           |      |
| Ungültige Stimmen                                           | Ungültige Stimmen                                     | 168.673   | 4,0  |
| Wähler                                                      | Wähler                                                | 4.267.594 | 79,5 |
| Wahlberechtigte                                             | Wahlberechtigte                                       | 5.367.198 |      |
|                                                             |                                                       |           |      |
| Quellen: Cour constitutionnel – CENI, Ergebnis – Kandidaten |                                                       |           |      |